# Варена (Тренто)
Варена (итал. Varena) је насеље у Италији у округу Тренто, региону Трентино-Јужни Тирол.
Према процени из 2011. у насељу је живело 799 становника. Насеље се налази на надморској висини од 1208 м.

## Становништво
| 1931. | 1936. | 1951. | 1961. | 1971. | 1981. | 1991. | 2001. | 2011. |
| ----- | ----- | ----- | ----- | ----- | ----- | ----- | ----- | ----- |
| 793   | 772   | 822   | 929   | 873   | 812   | 770   | 799   | 845   |